# Hemopyrrollactamurie
Hemopyrrollactamurie ofwel HPU is, volgens de microbioloog John Kamsteeg, een erfelijke aandoening waaraan ca. 10% van de bevolking, meestal vrouwen, zou lijden. Andere soms gebruikte benamingen zouden kryptopyrrolurie, mauve factor en china doll disease zijn. Het bestaan van het ziektebeeld blijkt niet uit enige publicatie in een gezaghebbend medisch tijdschrift. Het ziektebeeld is dus niet officieel beschreven en wordt in Nederland niet erkend.

## Veronderstelde oorzaak, symptomen, diagnose en behandeling
Volgens Kamsteeg zou de stof "hemopyrrollactam-complex" oftewel HPL verantwoordelijk zijn voor de aandoening. Waarschijnlijk wordt hiermee 5-hydroxyhemopyrrollactam bedoeld, een stof die in een andere context inderdaad bekendstaat als de mauve factor. HPL zou de stoffen vitamine B6, zink en mangaan afvangen, waardoor daaraan tekorten zouden ontstaan.
De symptomen van HPU zouden uiteenlopen van bekkeninstabiliteit, overgewicht, vermoeidheid, lage bloeddruk, hypoglykemie, bloedarmoede en menstruatieklachten tot maag-darmklachten, hart- en vaatziekten, psychiatrische aandoeningen, diabetes mellitus en epileptische aanvallen, enzovoorts.
De symptomen zouden zo divers zijn dat een diagnose zeer moeilijk aan de hand hiervan te stellen zou zijn. Volgens Kamsteeg zou de diagnose gesteld moeten worden middels een speciale urinetest, waarbij getest wordt op de aanwezigheid van hemopyrrollactam-complex. De test op HPU zou alleen door het Klinisch Ecologisch Allergie Centrum in Weert uit te voeren zijn, omdat het procedé nog in een patentaanvraagfase zou zijn.
De vermeende nutriëntentekorten kan niet door voeding worden opgeheven. Om de door HPL veroorzaakte nutriëntentekorten tegen te gaan zou een speciaal dieet met supplementen als vitamine B6 (Pyridoxaal-5-fosfaat), zink en mangaan een afdoende behandeling zijn. Oorspronkelijk bood Kamsteeg deze supplementen aan via zijn website, maar nadat men deze supplementen via de groothandel kon verkrijgen, is deze verkoop later gestaakt. Voor deze HPU werd een combinatiepreparaat op de markt gebracht onder de naam Depyrrol. Maar deze suppletie is op meerdere wijze te verkrijgen.

## "Pseudo-ziekte"
In het Nederlands Tijdschrift voor Geneeskunde van 7 september 2003 verscheen een artikel over HPU, waarin erop wordt gewezen dat Kamsteeg bioloog is (en geen arts), en tevens directeur van een laboratorium dat niet gecertificeerd is voor onderzoek bij patiënten. Het artikel concludeert dat patiënten, pers en medici om de tuin worden geleid.
In 2007 werd een onderzoek onder middelbare scholieren gepubliceerd. In dit onderzoek werd geen verband gevonden tussen "vermoeidheid" enerzijds en "hemopyrrollactamurie" anderzijds.
Ook onder "alternatieve" genezers is het bestaan van de ziekte omstreden. Begin 2006 verscheen een in opdracht van de Artsenvereniging voor Biologische en Natuurlijke Geneeskunde geschreven artikel waarin werd geconcludeerd dat HPU een niet-bestaande ziekte is en John Kamsteeg werd beschuldigd van het geven van onjuiste en misleidende informatie via zijn website. Kamsteeg reageerde door de auteurs te dagvaarden in een kort geding. Op 19 september 2006 stelde de rechter hem in het ongelijk, de auteurs (Hessels en Van As) mochten zeggen dat HPU niet bestaat.
Ook de Vereniging tegen de Kwakzalverij heeft zich verschillende keren zeer kritisch uitgelaten omtrent Kamsteeg, diens onderzoeksinstituut en HPU.